# Xanthosoma riedelianum
Xanthosoma riedelianum là một loài thực vật có hoa trong họ Ráy (Araceae). Loài này được (Schott) Schott miêu tả khoa học đầu tiên năm 1865.